# 埃德曼降解法
Edman降解（埃德曼降解），也根据所使用试剂而被称为“PTC法”或“PTH法”，是肽链或蛋白质中N-端氨基酸序列分析方法之一。由菲尔·埃德曼（Pehr Edman）首先创立。

## 机理
用异硫氰酸苯酯（Phenylisothiocyanate, 缩写：PITC）与待分析多肽的N-端氨基在碱性条件下反应，生成苯硫脲（PTC）的衍生物，於酸性條件之下生成五元环，肽链N-端被选择性地切断，得到N-端氨基酸残基的噻唑啉酮苯胺衍生物。接着用有机溶剂将该衍生物萃取出来，酸作用下，该衍生物不稳定，会继续反应，形成一个稳定的苯基乙内酰硫脲（PTH）衍生物。余下肽链中的酰胺键不受影响。通过用HPLC或电泳法分析生成的苯乙内酰硫脲（PTH-氨基酸），可以鉴定出是哪一个氨基酸。每反应一次，结果是得到一个去掉N-端氨基酸残基的多肽，剩下的肽链可以进入下一个循环，继续发生降解。
在1967年就出现了实现根据此原理设计的自动化仪器。利用自动分析仪进行分析时，能够可靠地测定肽链的30个左右氨基酸残基序列，最多可以分析50-60个氨基酸残基。在最好的条件下，每形成一次PTH-氨基酸，效率可保持在99%以上。而且此法用量少，一般只用10-100皮摩尔的多肽即可测定氨基酸序列。对于肽链较长的多肽，可以先将肽链切断成多个小肽，对这些小肽进行氨基酸分析，然后将这些信息拼接起来，得到起始肽链中的氨基酸序列。

## 限制
由于Edman降解是以化学试剂对N-端氨基的修饰为基础的，因此当N-端被其他化学基团所封闭时，就需要先去除这些基团，然后才能进行测序。此外，蛋白质中含有半胱氨酸残基时，有时两个半胱氨酸残基会发生二硫键交联。这种情况下，需要先用过酸将二硫键氧化为–SO3H，然后才能用Edman降解测定序列。
另外，由於所有反應都在封閉或體外的環境之下，勢必會達到平衡，因此若在第一個試管裡加入PITC，它會和試管內的第一個氨基酸的N-端氨基結合，可是由於平衡原理：PITC + 一段氨基酸序列 = PITC-氨基酸 + 少了第一個氨基酸的氨基酸序列，因此在第一個試管裡會同時存在沒有結合PITC和有結合PITC的氨基酸序列，這會導致我們將第一管有PITC-氨基酸的物質分離後，繼續在第二個試管裡加入PITC，則此時第二個試管裡會含有少量的PITC-氨基酸(1)和多量的PITC-氨基酸(2)。這時候我們可以利用联用质谱法(Tandem mass spectrometry （页面存档备份，存于）)等技術來分析，若分析後發現量多者為PITC-氨基酸(2)，量少者則為PITC-氨基酸(1)，因此我們就解決了反應不完全的問題。而另外一個問題也隨之衍生，一旦我們不停地重複此步驟，得到氨基酸的序列時，一直到約第50個試管開始，就會發現所以氨基酸的量經分析後都會變得幾乎一樣，這樣我們就沒有辦法可以知道氨基酸的序列。這也就是為什麼我們需要先將一段大於50個氨基酸的序列用水解酶給進行切割，讓所有片段的氨基酸序列小於50，這樣我們才可以得到比較準確的氨基酸序列。